# 前肛副獅子魚
前肛副獅子魚，為輻鰭魚綱鮋形目杜父魚亞目獅子魚科的其中一種，分布於大西洋中洋脊海域，棲息深度1950-2107公尺，體長可達13.6公分，為深海底棲性魚類，屬肉食性，生活習性不明。

## 擴展閱讀
維基物種上的相關：前肛副獅子魚